# The Diamonds
The Diamonds waren eine kanadische Gesangsgruppe der 1950er-Jahre. Ihr Gesangsstil war der Doo Wop, obwohl es sich um weiße Sänger handelte. Dabei veröffentlichten sie überwiegend Coverversionen von Originaltiteln schwarzer Gruppen, ein durchaus üblicher Standard jener Zeit.

## Die Anfänge
Um den Leadsänger Dave Somerville (* 2. Oktober 1933 in Guelph, Ontario; † 14. Juli 2015 in Santa Barbara, Kalifornien) versammelten sich Ted Kowalski (Tenor; * 16. Mai 1931 in Toronto, Ontario; † 8. August 2010 in Whitby, Ontario), Phil Levitt (Bariton; * 9. Juli 1935) und Bill Reed (Bass; * 11. Januar 1936 in Toronto, Ontario; † 22. Oktober 2004). Sie hatten sich während des Studiums an der Universität in Toronto kennengelernt. 
Im Sommer 1955 wechselten sie in die USA, wo sie bei Coral Records in New York vorsingen durften. Im September 1955 wurde auf diesem Label Black Denim Trousers and Motorcycle Boots veröffentlicht, ein Cover des im selben Monat von den weißen Cheers herausgebrachten Originals. Das Original, einer der ersten großen Hits des Autoren-Teams Leiber/Stoller, erreichte Platz 6 der Pop-Charts; das Diamonds-Cover hingegen ging unter. Ermutigt durch ihr Vorbild, die Crew Cuts, bekamen sie einen Schallplatten-Vertrag bei Mercury, bis dahin hatte es bereits die ersten Umbesetzungen gegeben.
Im Januar 1956 erschien ihre erste Mercury-Single: Die „weiße“ Version von Frankie Lymon & The Teenagers’ Why Do Fools Fall In Love. Beide Versionen kamen im Februar 1956 in die Pop-Charts. Ein Wettlauf der Versionen begann, der vom Original mit einer höchsten Platzierung auf Rang 6 gewonnen wurde (die Diamonds-Version kletterte nur bis Platz 12). Das Timing war sicherlich noch verbesserungswürdig, denn auch Gale Storm kam mit ihrer Version in die Hitparade (höchste Platzierung: Platz 9). Zwischenzeitlich versuchte Coral Records mit Smooch Me / Be My Lovin' Baby, zwei Aufnahmen aus der Studio-Session vom August 1955, am mittleren Erfolg der Diamonds teilzuhaben: ohne Erfolg.

## Der Aufstieg
Weitere fünf Mercury-Singles erreichten nachfolgend mittelmäßige Platzierungen, bis ihnen Anfang 1957 Little Darlin’ auffiel, der Coverversion eines Gladiolas-Titels. Mit übertriebenen Falsett- und Bassgesängen aufgenommen, unterlegt mit Kuhglocken- und Kastagnetten-Klang, wurde das am 8. Februar 1957 veröffentlichte Stück zum Millionenseller (über 4 Millionen Mal verkauft) und war 26 Wochen in der Hitparade platziert, davon allein sechs auf Platz 2. Das Original der Gladiolas schaffe nur Platz 41 und konnte sich 12 Wochen lang in den Charts halten. Bis September 1957 avancierten die Diamonds zur ultimativen Cover-Gruppe. Erstes Original war dann The Stroll, ein Tanz-Song, der im Dezember 1957 herauskam und 1958 bis zur Nr. 4 der Pop-Charts aufstieg, begünstigt durch das intensive Airplay in der US-TV-Musiksendung American Bandstand.
Bis März 1962 brachte Mercury in beinahe regelmäßigem Abstand Singles der Gruppe heraus, die jedoch nicht mehr an die vergangenen Erfolge anknüpfen konnten. Über die Jahre war es den Diamonds dabei gelungen, schwarze Rhythm-and-Blues-Musik durch Coverversionen dem weißen Publikum näherzubringen.
1984 wurden die Diamonds mit der Aufnahme in die Canadian Music Hall of Fame geehrt.

## Auswahl Singles
- Black Denim Trousers and Motorcycle Boots 9/55
- Why Do Fools Fall in Love 1/56
- Smooch Me 2/56
- The Church Bells May Ring 3/56
- Love, Love, Love 5/56
- Ka-Ding-Dong 7/56
- Little Darlin’ 2/57
- Words of Love 5/57
- Silhouettes
- The Stroll 12/57
- She Say (Oom Dooby Doom) 12/58
- Young in Years 8/59
- One Summer Night 5/61
- The Horizontal Lieutenant 3/62